# عزان (كحلان الشرف)

تعديل مصدري - تعديل

عزان هي إحدى قرى عزلة بنى كعب بمديرية كحلان الشرف التابعة لمحافظة حجة، بلغ تعداد سكانها 3254 نسمة حسب تعداد اليمن لعام 2004.